# Jørgen Larsen (kreditforeningsdirektør)
 Der er flere personer med dette navn, se Jørgen Larsen.
Jørgen Larsen (født 1. juni 1924) var en dansk kreditforeningsdirektør, som i 1955 blev cand.jur og sekretær i Statens Jordlovsudvalg, fra 1964 ansat i Jydsk Grundejer Kreditforening og blev 1968 administrerende direktør for Den vest- og sønderjydske Kreditforening i Ringkøbing (fra 1972 en del af Jyllands Kreditforening).
Han var desuden  formand for repræsentantskabet for Ringkjøbing Bank, for Bevaringsforeningen for Ringkøbing og Omegn, samt for museet Abelines Gård og var desuden indtil 1996 organist ved Ny Sogn Kirke.
Jørgen Larsen valgte at gå på pension pr. 1. februar 1985, umiddelbart før fusioneringen af Jyllands Kreditforening og Forenede Kreditforeninger til Nykredit.

## Eksterne links
- Navnestof Arkiveret 4. marts 2016 hos  Wayback Machine - Kristeligt Dagblad 1. juli 1999